# 小行星55108
小行星55108（55108 Beamueller）是一颗绕太阳运转的小行星，为主小行星带小行星。该小行星于2001年8月24日发现。
該小行星以美國天文學家貝阿朵莉絲·E·A·穆勒（Beatrice E. A. Mueller）命名。

## 轨道参数
小行星55108的轨道半长轴为3.0143163 UA，离心率为0.104。